# Zerkegem

Zerkegem é uma vila e deelgemeente do município belga de Jabbeke, na província de Flandres Ocidental. Foi município autónomo, tendo sido anexado em 1977 ao de Jabbeke. Famosa é a sua igreja de Sint-Vedastus.

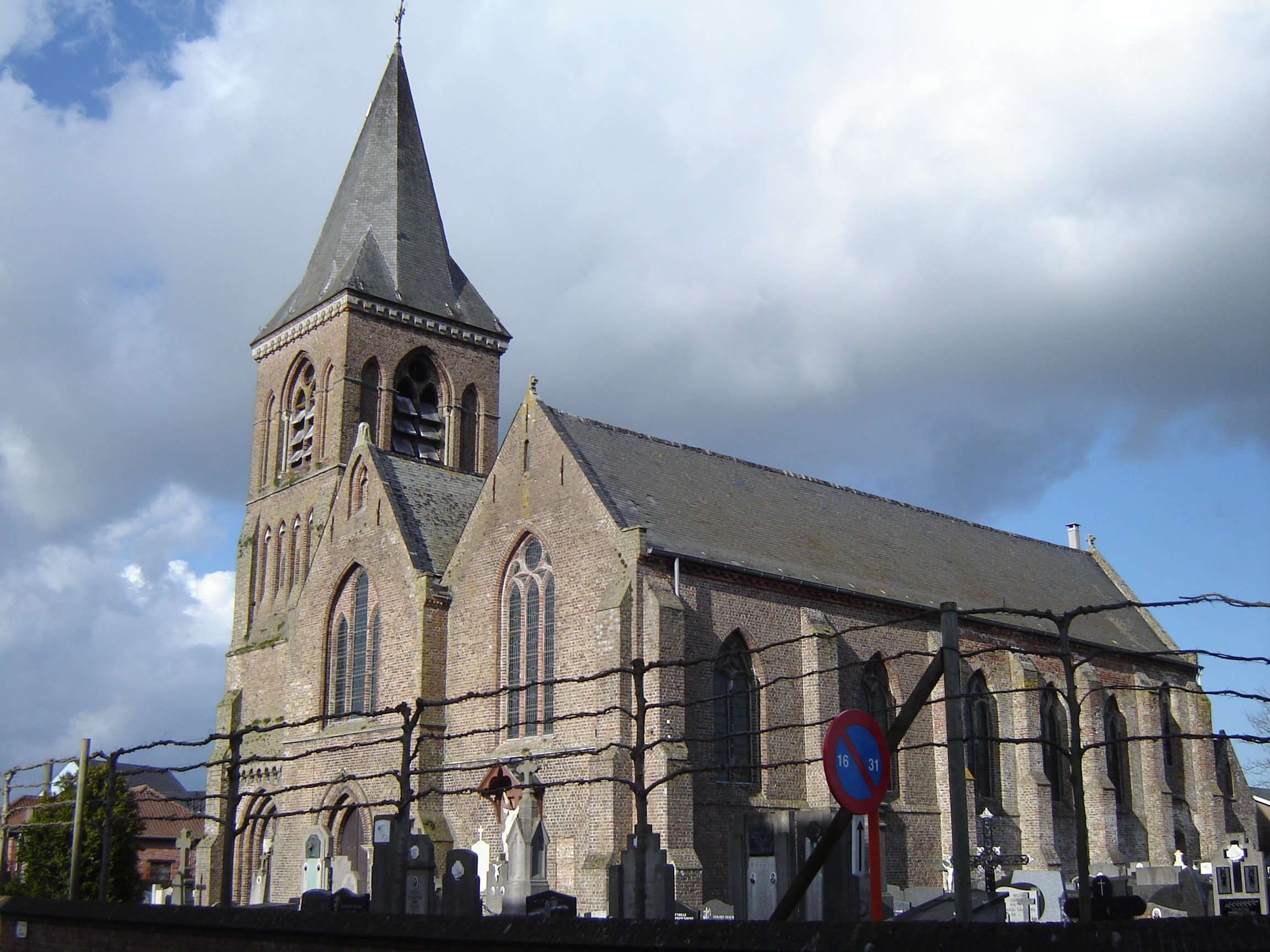
Igreja de Sint-Vedatuskerk

.